# Berengaria del Portogallo
Berengaria Sanchez Berenguela anche in spagnolo, in asturiano, in aragonese, in portoghese, in galiziano (in portoghese e galiziano anche Berengária), Berenguera in catalano e Berengaria in basco. Berengaria in latino (Coimbra, 14 dicembre 1194 – Ringsted, 1º aprile 1221) fu regina consorte di Danimarca e contessa consorte di Holstein dal 1214 alla sua morte.

## Origine
Secondo il Catalogo Chronologico, Historico, Genealogico e Critico das Rainhas de Portugal e seus filhos, Berengaria era la figlia ultimogenita del re del Portogallo Sancho I e di Dolce di Barcellona(1160-1198), che secondo la Corónicas" Navarras, era figlia del conte di Barcellona Raimondo Berengario IV e della regina di Aragona Petronilla.

Secondo il Roderici Toletani Archiepiscopi De Rebus Hispaniæ Sancho era figlio del re del Portogallo Alfonso I e della principessa Mafalda di Savoia (1125-1158), figlia del settimo Conte di Savoia e Conte d'Aosta e di Moriana, quegli che sarebbe stato il primo ad assumere ufficialmente il titolo di Conte di Savoia, Amedeo III, e di Adelaide, di cui non si conoscono gli ascendenti.

## Biografia
A pochi mesi di età rimase orfana della madre, Dolce, morta in quello stesso 1198.
Nel 1209, suo padre, Sancho I, redasse un testamento in cui dichiarò suo successore il figlio, Alfonso e stabilì lasciti per tutti gli altri figli, legittimi ed illegittimi, tra cui Sancha (Reginæ Donnæ Bereng).
Berengaria del Portogallo era cugina prima di Berengaria di Navarra, moglie di Riccardo cuor di Leone ed insieme ebbero l'occasione di conoscere il re di Danimarca, Valdemaro II, detto il Conquistatore, fratello di Ingeborg, moglie del re di Francia, Filippo Augusto. Valdemaro, nel 1212, era rimasto vedovo di Margherita di Boemia, detta la Regina Dagmar (ca. 1189-1212) , figlia del re di Boemia, Ottocaro I.
Secondo gli Annales Ryenses Berengaria, nel maggio del 1214, si sposò con Valdemaro II (1170-1241), figlio del re di Danimarca, Valdemaro il Grande e della moglie, Sofia Volodarovna di Novgorod; il matrimonio viene riportato anche dagli Íslenzkir Annálar, sive Annales Islandici

In un documento del Diplomatarium Arna - Magnæanum Tome 1 (non consultato), datato 1216, Berengaria viene citata come testimone, col titolo di Regina di Danimarca.
La nuova regina, il cui nome fu cambiato in Bringhenilla, per il suo aspetto e forse anche per l'altezzosità, non fu ben accetta in Danimarca.
Comunque con Valdemaro le cose andarono bene, gli diede quattro figli e quando morì era in attesa del quinto.
Nel 1219, Valdemaro condusse la vittoriosa campagna di Estonia, convertendo gli Estoni al Cristianesimo, dove secondo la leggenda, alla battaglia di Lyndanisse che ebbe luogo vicino a Tallinn un panno rosso con una croce bianca cadde dal cielo durante la battaglia, e da quel giorno quel simbolo, chiamato Dannebrog, divenne la bandiera della Danimarca.
Berengaria morì il primo aprile del 1221, vittima della peste; la sua morte è riportata negli Annales Ryenses, mentre negli Íslenzkir Annálar, sive Annales Islandici la morte viene riportata nel 1220.

Berengaria fu tumulata nella chiesa di Ringsted.

## Figli
Berengaria diede a Valdemaro il Conquistatore quattro figli:
- Enrico (1216 - 1250), principe ereditario dal 1231 e re dal 1241, come Enrico IV[18]; fatto decapitare dal fratello, Abele;
- Sofia di Danimarca (1217 - il 2 di novembre del 1247), che, secondo la Cronica Principum Saxonie, sposò nel 1225 il margravio Giovanni I del Brandeburgo[22];
- Abele (1218 - 1252), fu duca di Schleswig nel 1231 e re dal 1250, come Abele I[18];
- Cristoforo (1219 - 1259), duca di Lolland e di Falster nel 1231 e re dal 1252, col nome d Cristoforo I[18].

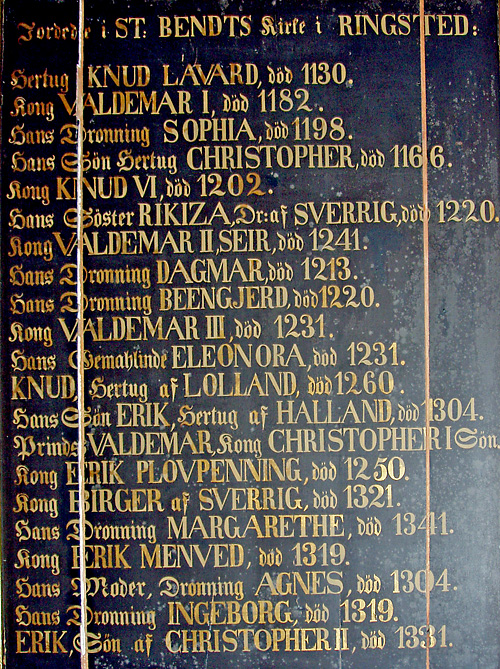
Elenco di re e regine sepolti nella chiesa di Ringsted
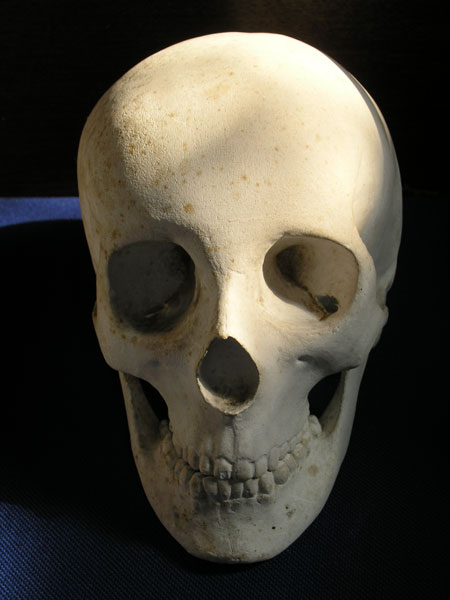
Teschio della regina Berengaria
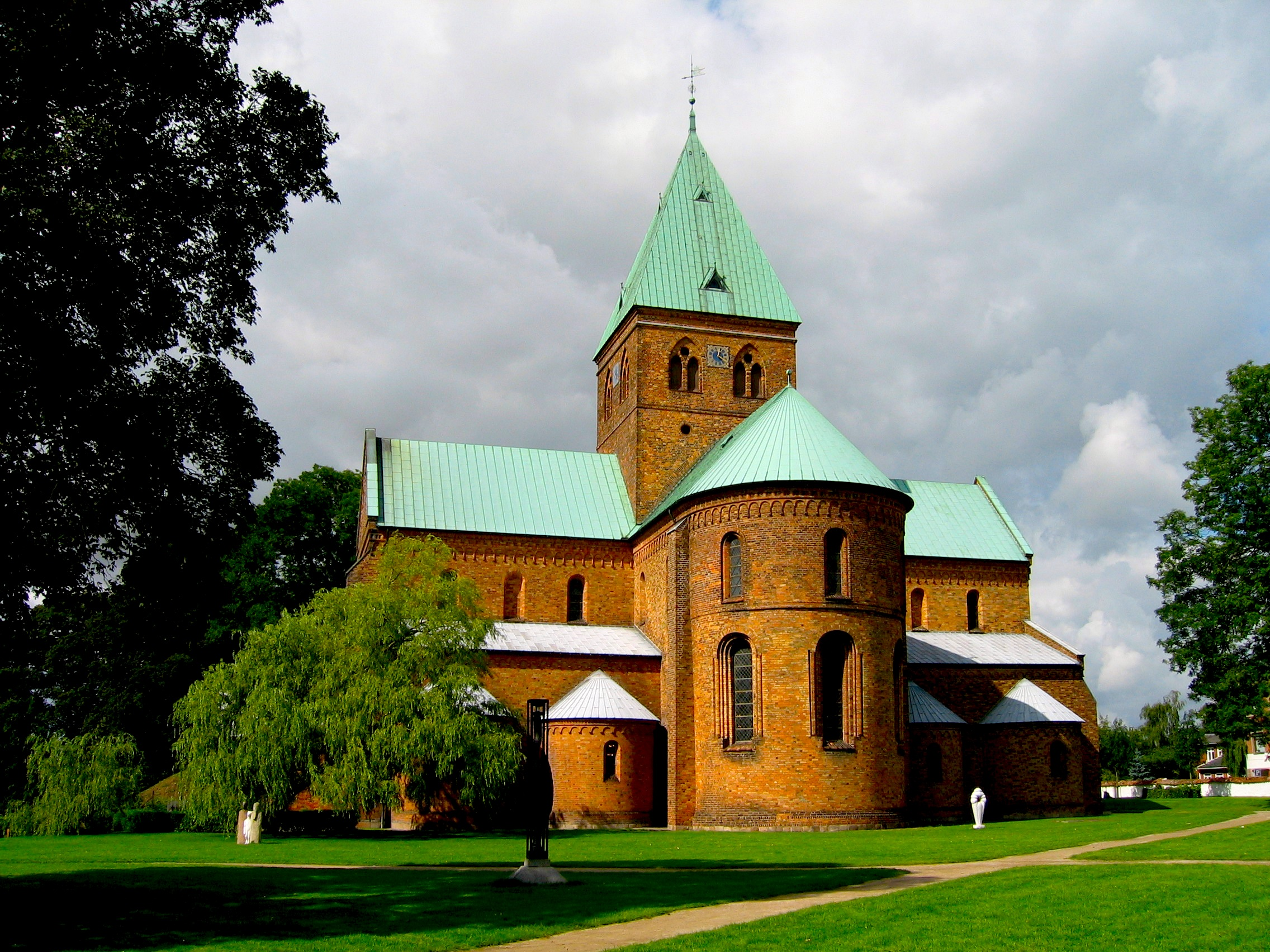
Chiesa di Ringsted, dove sono sepolti i sovrani di Danimarca

## Ascendenza
|                                      |                                       |                                      | Genitori                 |  |  | Nonni |  |  | Bisnonni              |  |  | Trisnonni             |  |
|                                      |                                       |                                      |                          |  |  |       |  |  | Enrico del Portogallo |  |  | Roberto I di Borgogna |  |
|                                      |                                       |                                      |                          |  |  |       |  |  | Enrico del Portogallo |  |  | Roberto I di Borgogna |  |
|                                      |                                       | Sibilla di Barcellona                |                          |  |  |       |  |  | Enrico del Portogallo |  |  |                       |  |
| Alfonso I del Portogallo             |                                       |                                      |                          |  |  |       |  |  | Enrico del Portogallo |  |  |                       |  |
|                                      |                                       | Teresa di León                       | Alfonso VI di León       |  |  |       |  |  |                       |  |  |                       |  |
|                                      |                                       | Teresa di León                       | Alfonso VI di León       |  |  |       |  |  |                       |  |  |                       |  |
|                                      |                                       | Teresa di León                       | Jimena Núñez de Lara     |  |  |       |  |  |                       |  |  |                       |  |
| Sancho I del Portogallo              |                                       | Teresa di León                       |                          |  |  |       |  |  |                       |  |  |                       |  |
|                                      |                                       | Amedeo III di Savoia                 | Umberto II di Savoia     |  |  |       |  |  |                       |  |  |                       |  |
|                                      |                                       | Amedeo III di Savoia                 | Umberto II di Savoia     |  |  |       |  |  |                       |  |  |                       |  |
|                                      |                                       | Amedeo III di Savoia                 | Giselda di Borgogna      |  |  |       |  |  |                       |  |  |                       |  |
| Mafalda di Savoia                    |                                       | Amedeo III di Savoia                 |                          |  |  |       |  |  |                       |  |  |                       |  |
|                                      |                                       | Adelaide                             | …                        |  |  |       |  |  |                       |  |  |                       |  |
|                                      |                                       | Adelaide                             | …                        |  |  |       |  |  |                       |  |  |                       |  |
|                                      |                                       | Adelaide                             | …                        |  |  |       |  |  |                       |  |  |                       |  |
| Berengaria del Portogallo            |                                       | Adelaide                             |                          |  |  |       |  |  |                       |  |  |                       |  |
|                                      | Raimondo Berengario III di Barcellona | Raimondo Berengario II di Barcellona |                          |  |  |       |  |  |                       |  |  |                       |  |
|                                      | Raimondo Berengario III di Barcellona | Raimondo Berengario II di Barcellona |                          |  |  |       |  |  |                       |  |  |                       |  |
|                                      | Raimondo Berengario III di Barcellona | Matilde d'Altavilla                  |                          |  |  |       |  |  |                       |  |  |                       |  |
| Raimondo Berengario IV di Barcellona | Raimondo Berengario III di Barcellona |                                      |                          |  |  |       |  |  |                       |  |  |                       |  |
|                                      |                                       | Dolce I di Provenza                  | Gilberto I di Gévaudan   |  |  |       |  |  |                       |  |  |                       |  |
|                                      |                                       | Dolce I di Provenza                  | Gilberto I di Gévaudan   |  |  |       |  |  |                       |  |  |                       |  |
|                                      |                                       | Dolce I di Provenza                  | Gerberga di Provenza     |  |  |       |  |  |                       |  |  |                       |  |
| Dolce di Barcellona                  |                                       | Dolce I di Provenza                  |                          |  |  |       |  |  |                       |  |  |                       |  |
|                                      |                                       | Ramiro II d'Aragona                  | Sancho Ramírez d'Aragona |  |  |       |  |  |                       |  |  |                       |  |
|                                      |                                       | Ramiro II d'Aragona                  | Sancho Ramírez d'Aragona |  |  |       |  |  |                       |  |  |                       |  |
|                                      |                                       | Ramiro II d'Aragona                  | Felicia di Ramerupt      |  |  |       |  |  |                       |  |  |                       |  |
| Petronilla d'Aragona                 |                                       | Ramiro II d'Aragona                  |                          |  |  |       |  |  |                       |  |  |                       |  |
|                                      |                                       | Agnese d'Aquitania                   | Guglielmo IX d'Aquitania |  |  |       |  |  |                       |  |  |                       |  |
|                                      |                                       | Agnese d'Aquitania                   | Guglielmo IX d'Aquitania |  |  |       |  |  |                       |  |  |                       |  |
|                                      |                                       | Agnese d'Aquitania                   | Filippa di Tolosa        |  |  |       |  |  |                       |  |  |                       |  |
|                                      |                                       | Agnese d'Aquitania                   |                          |  |  |       |  |  |                       |  |  |                       |  |

### Fonti primarie
- (LA)  Monumenta Germaniae Historica, Scriptores, tomus XVI.
- (LA)  Monumenta Germaniae Historica, Scriptores, tomus XXV.
- (LA)  Recueil des historiens des Gaules et de la France. Tome 12.
- (LA)  Provas da Historia Genealogica da Casa Real Portugueza (Lisbon), Tomo I.
- (LA)  Annales Islandici
- (ES)  Corónicas" Navarras.

### Letteratura storiografica
- Halvdan Koht, I regni scandinavi fino alla fine del XIII secolo, in «Storia del mondo medievale», vol. V, 1999, pp. 897-929
- Edgar Prestage, Il Portogallo nel Medioevo, in «Storia del mondo medievale», vol. VII, 1999, pp.576–610
- (EN)  The early history of the house of Savoy (1000-1233)
- (PT)  Barbosa J. (1727) Catalogo Chronologico, Historico, Genealogico e Critico das Rainhas de Portugal e seus filhos (Lisbon)